# مونتيانو (جزيرة)

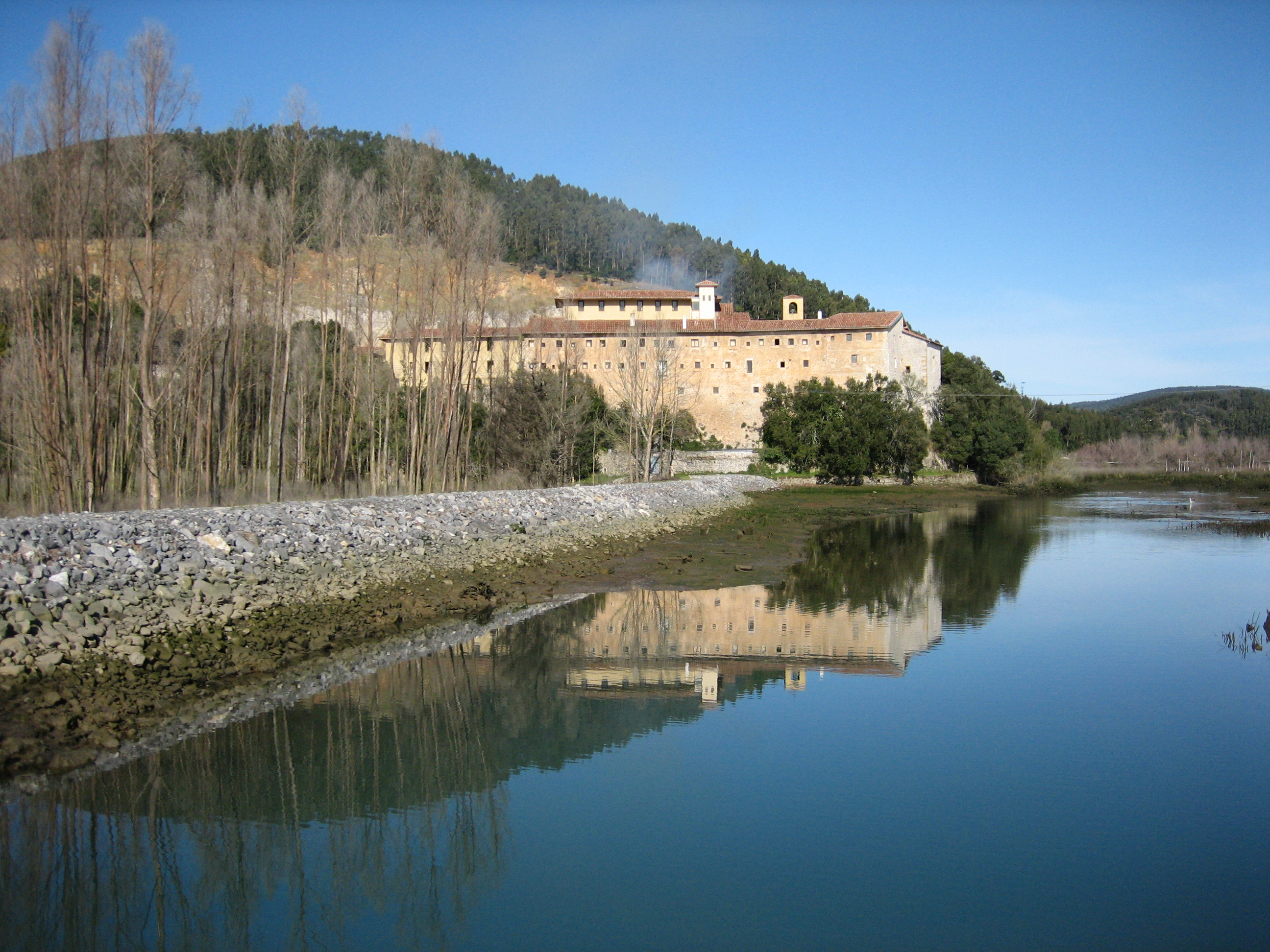
جزيرة مونتيهانو القديمة ودير كابوشين.

جزيرة مونتيانو (بالإسبانية: Isla de Montehano) جزيرة إسبانية تقع في بحر كانتابريا، هي تابعة لمنطقة كانتابريا شمال إسبانيا.
تبلغ مساحة جزيرة مونتيانو 0,37 كم².